# Соціальна практика
Соціа́льна пра́ктика — вид практики, в ході якої конкретний історичний суб'єкт, використовуючи суспільні інститути, організації та установи, впливаючи на систему суспільних відносин, змінює суспільство і розвивається сам.
Об'єкт соціальної практики — способи життєдіяльності людей. Останні не залежать від біологічної природи індивідів. Вони визначають місце великих груп людей у суспільстві, їх інтереси, характер взаємодії з іншими соціальними групами. Тому розвиток суспільства — це завжди зміна тієї системи відносин, в яку включені люди, і яка, будучи створена їх власною діяльністю, виступає разом з тим регулятором цієї діяльності.